# Жукувко (Поморське воєводство)
Жукувко (пол. Żukówko) — село в Польщі, у гміні Пархово Битівського повіту Поморського воєводства.
Населення — 411 осіб (2011).
У 1975-1998 роках село належало до Слупського воєводства.

## Демографія
Демографічна структура станом на 31 березня 2011 року:
|          | Загалом | Допрацездатний вік | Працездатний вік | Постпрацездатний вік |
| -------- | ------- | ------------------ | ---------------- | -------------------- |
| Чоловіки | 218     | 51                 | 151              | 16                   |
| Жінки    | 193     | 47                 | 115              | 31                   |
| Разом    | 411     | 98                 | 266              | 47                   |